# Actornithophilus pediculoides
Actornithophilus pediculoides är en insektsart som först beskrevs av Eric Georg Mjöberg 1910.  Actornithophilus pediculoides ingår i släktet Actornithophilus och familjen spolätare. Arten är reproducerande i Sverige. Inga underarter finns listade i Catalogue of Life.